# 六四紀念館 (紐約)

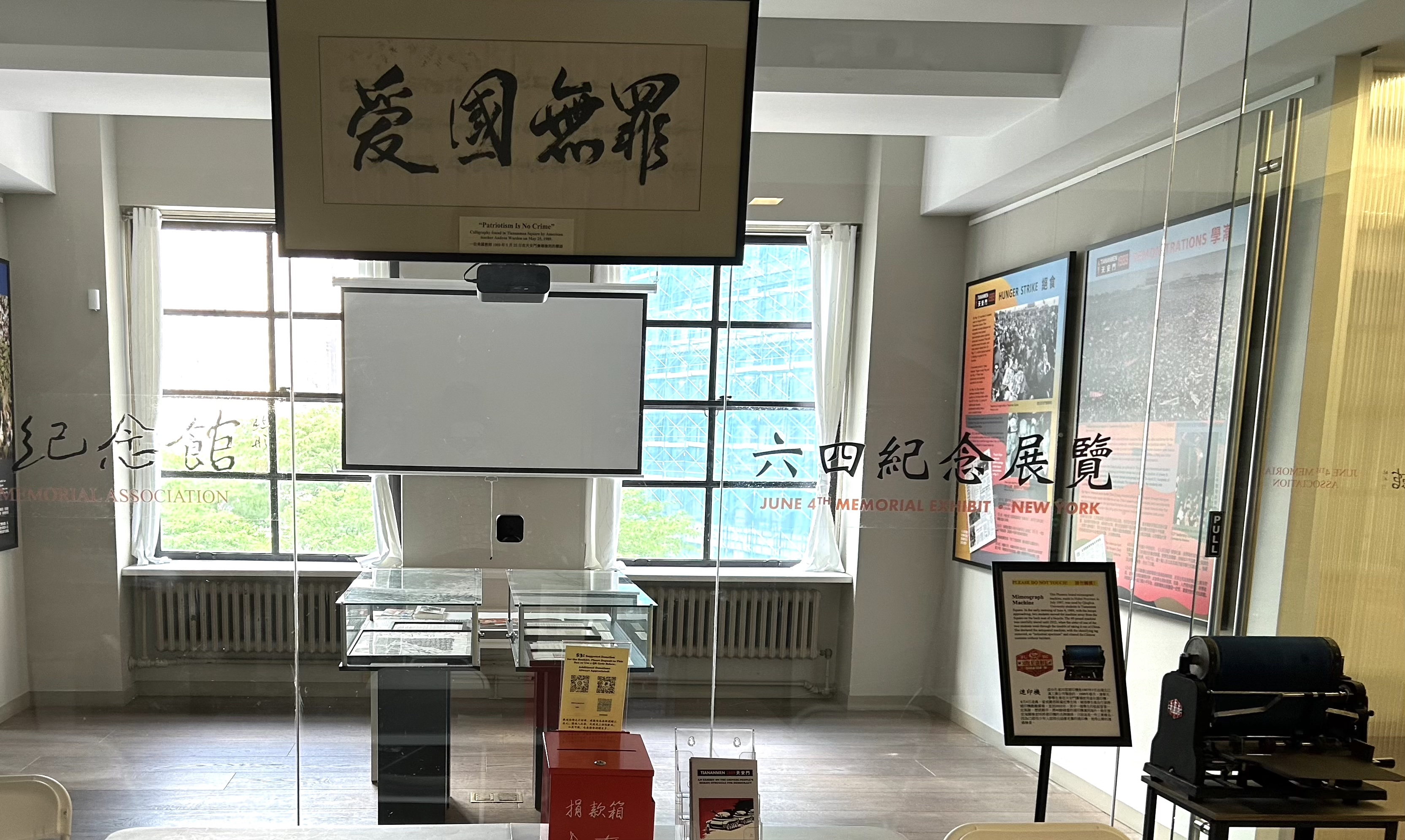
從下電梯處的前廳看到的六四紀念展覽一景。

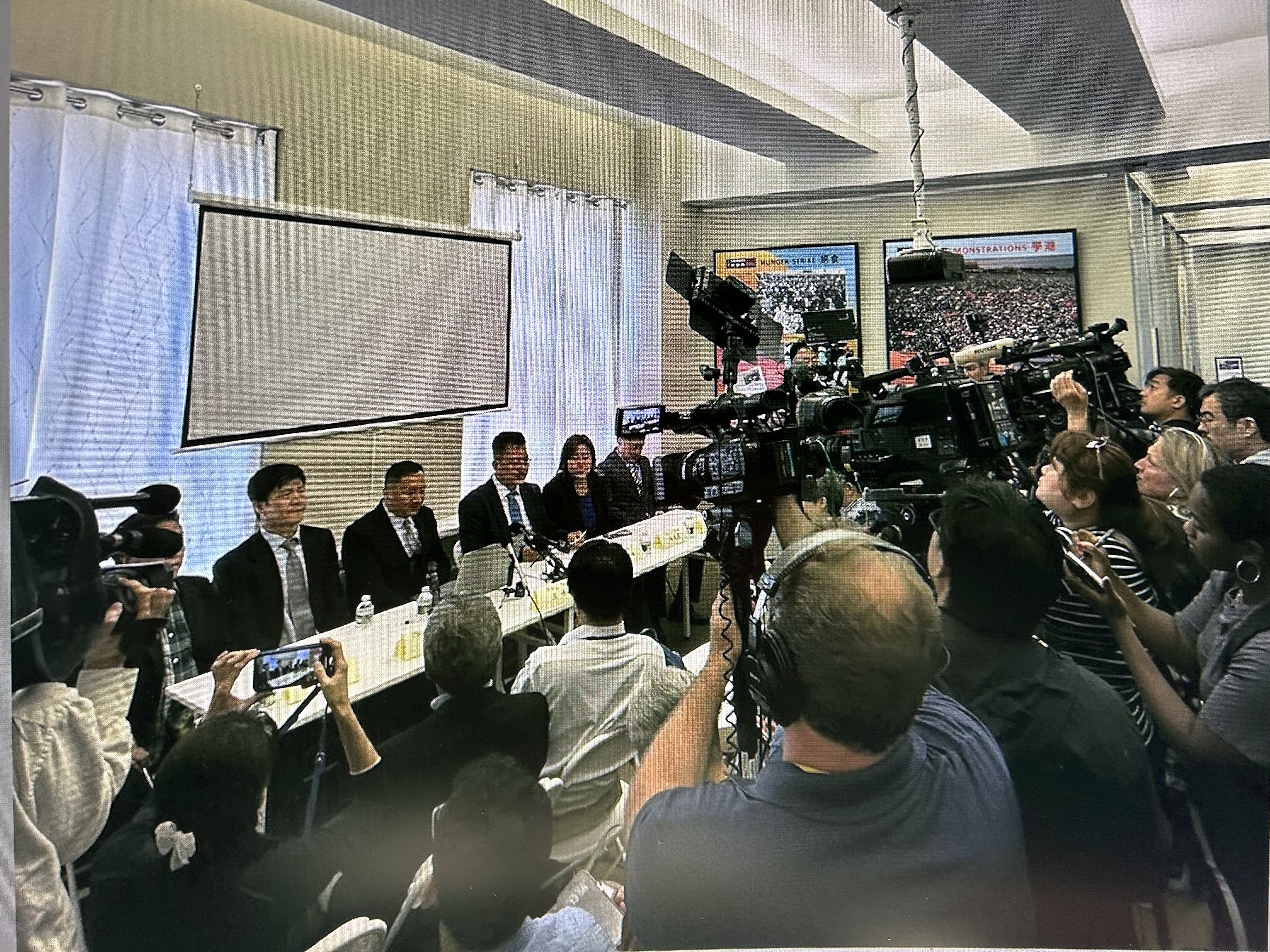
2023年6月1日有關六四紀念展覽開幕的記者會。坐者左起：陳立群、周鋒鎖、王丹、于大海、呂京花、金岩。

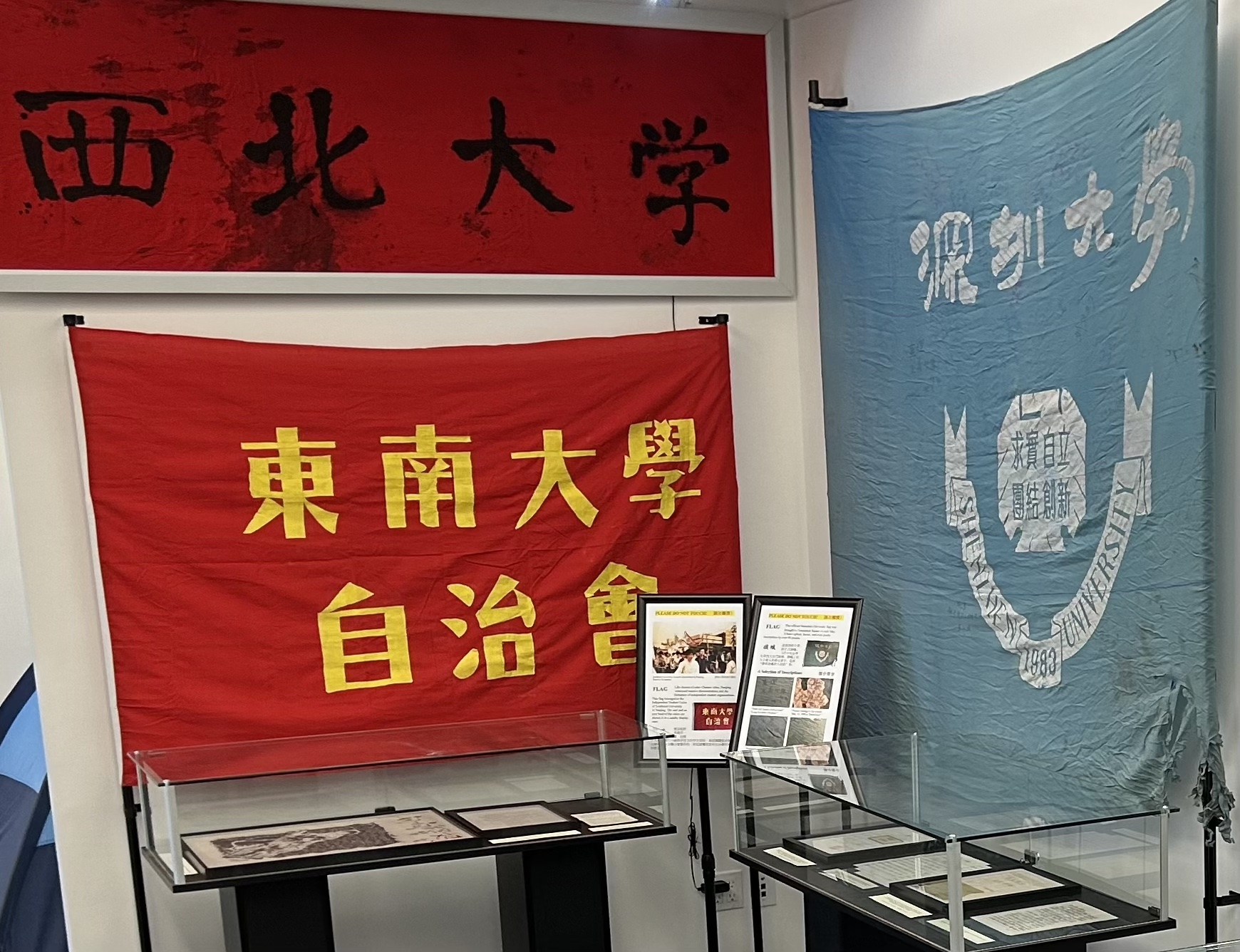
六四紀念展覽展出的1989年實物。

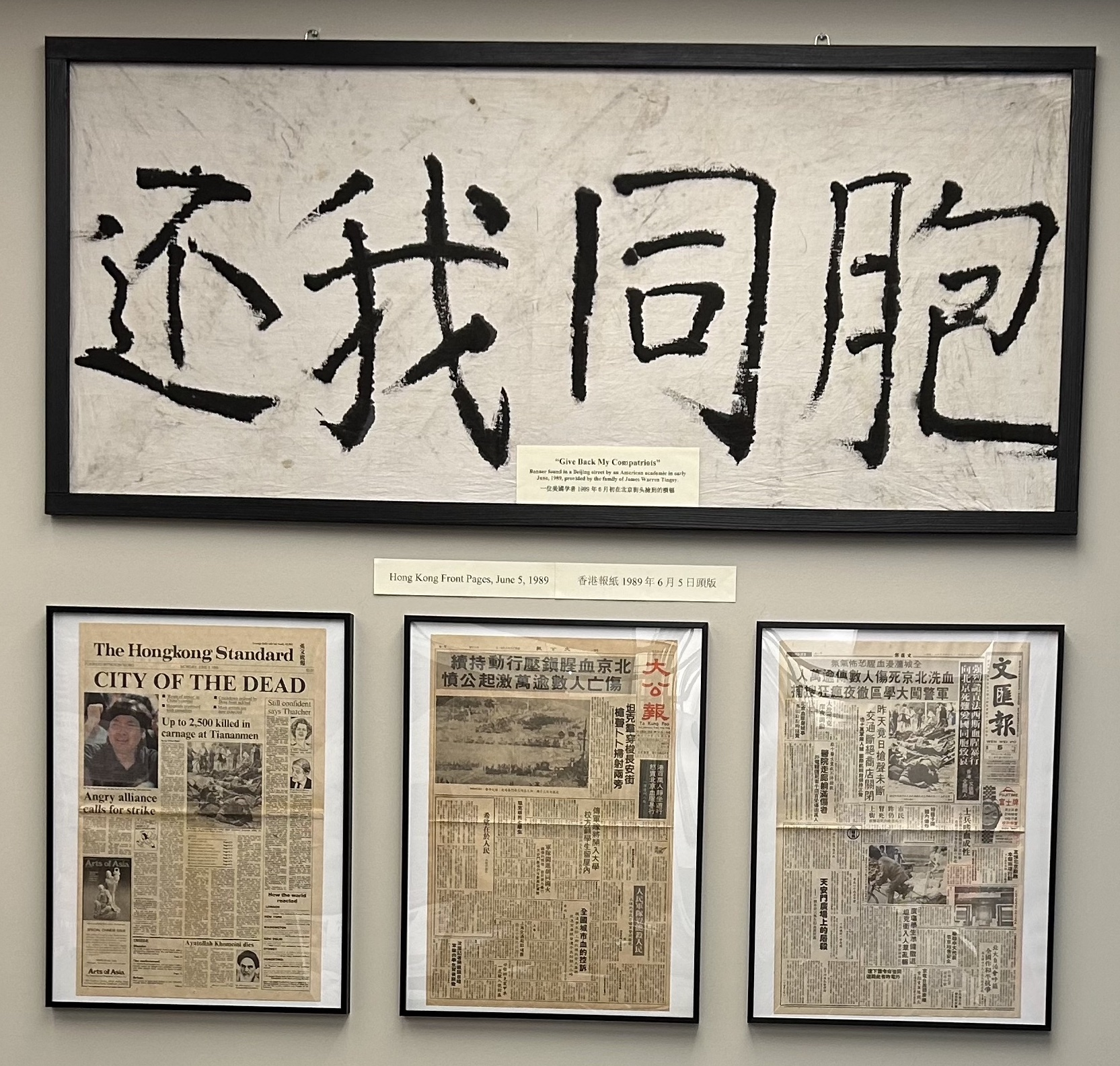
更多六四紀念展覽展出的1989年實物。

六四紀念館（又名六四紀念協會）是一個在美國紐約州註冊的非營利團體，于2021年9月14日成立，其工作人員目前全部是義工。六四紀念館的主要活動是在美國紐約市主辦六四紀念展覽（亦稱六四紀念博物館或六四博物館；英語June 4th Memorial Exhibit，亦稱June 4th Memorial Museum或June 4th Museum）。六四紀念館的創辦人和理事長為1989年的學生領袖王丹，館長為經濟學者于大海。

## 背景
香港施行香港國安法後，香港的六四紀念館於2021年六四前夕被迫關閉，並於同年九月被查封。香港六四紀念館關閉後，王丹提議在紐約市重建一個六四紀念館。2022年1月10日，紀念館籌備小組舉行記者會，王丹在記者會上宣讀了題為「永不忘記，永不放棄」的倡議書。倡議書提出，六四紀念館將于2022年年內在美國首都華盛頓的一家博物館（即共產主義受難者博物館）舉辦一個短期六四紀念特覽；如果能籌募到足夠資金，就最早在2023年在紐約市推出永久性的六四紀念展覽。倡議書以六四紀念館籌備委員會的59名成員的名義發布。這些籌備委員（包括顧問）大多數是資深民主運動人士，其中包括王軍濤，王超華，李進進，呂京花，吾爾開希，周鋒鎖，胡平，陳光誠（顧問），張伯笠，傅希秋，魏京生（顧問），鄭旭光，鄭義，廖亦武，蘇晓康，嚴家祺等人。倡議書並宣布，籌備委員和一些熱心者已經向六四紀念館捐贈了7萬餘美元。
共產主義受難者博物館是共產主義受難者紀念基金會的一部分。2022年6月3日，六四紀念館的題為「天安門一九八九」的六四紀念特展在共產主義受難者博物館開幕。這個特展包括一套展板和許多與八九民運相關的實物。展板主要是由于大海設計製作的。展板上的多幅照片係由人道中國和劉建提供。劉建1989年拍攝了大量有關八九民運和六四鎮壓的照片，此後他把照片私下保存了30年，直到2019年才將部分照片公諸於世。展出的實物很多是由周鋒鎖蒐集到的。其中較引人注目的，是《解放軍報》記者江林的一件血衣。1989年6月4日凌晨，江林到天安門廣場了解情況，結果被參與執行戒嚴的武裝警察打得頭破血流。

## 現有展出
到了2022年9月，六四紀念館獲得的捐款已經超過50萬美元，足以支持在紐約市租場地辦一個較為長期的六四紀念展覽。這些捐款中的最大一筆是12萬美元，來自參加過八九民運，後來成就斐然的一位中國國內人士。2022年12月，華盛頓的六四特展結束。2023年初，六四紀念館在紐約市曼哈頓中城租下一處場地作為展廳，並在華盛頓六四特展的基礎上，推出了更具規模的六四紀念展覽。
紐約六四紀念展覽於2023年6月1日舉行記者會，6月2日舉行開幕式，出席開幕式的來賓和記者共一百多人。開幕式由王丹和于大海主持，魏京生、王軍濤、周鋒鎖、項小吉、胡平、美國加州大學教授林培瑞（Perry Link）、美國聯邦眾議員克里斯·史密斯（Chris Smith）的代表陶智（Piero Tozzi）、前加拿大記者斯考特·西米（Scott Simmie）致詞，第十四世達賴喇嘛、前美國駐中國大使溫斯頓·羅德（Winston Lord）書面致詞，吾爾開希、共產主義受難者紀念基金會總裁安德魯·布倫伯格（Andrew Bremberg）、美國哥倫比亞大學教授黎安友（Andrew Nathan）視頻致詞。2023年6月25日，六四紀念展覽正式對公眾開放。六四紀念展覽獲得好評。包括美國聯邦眾議員麥克·加拉格尔（Mike Gallagher）和阿什里·欣森（Ashley Hinson）在內的諸多知名人士參觀了六四紀念展覽。
由于曼哈顿的昂贵租金，2024年9月纪念馆决定从纽约搬迁到洛杉矶。2025年6月2日下午2時，六四纪念馆在洛杉磯重新开馆。